# SønderjyskE Damehåndbold
|  | Denne side omhandler Sønderjysk Elitesports kvindehåndboldhold. For alternative betydninger, se SønderjyskE Herrehåndbold og SønderjyskE Ishockey. |
SønderjyskE Kvindehåndbold er betegnelsen for kvindehåndboldafdelingen i Sønderjysk Elitesport. Holdet har deres hjemmekampe i Arena Aabenraa i Aabenraa og har siden 2022 spillet i landets bedste kvindelige håndboldrække, Kvindehåndboldligaen.

## Truppen 2025-26
| Nr. | Navn                   | Nationalitet | Alder                      | Position     |
| --- | ---------------------- | ------------ | -------------------------- | ------------ |
| 5   | Sidsel Mattesen        | Danmark      | 29. september 2005 (19 år) | Venstre fløj |
| 6   | Lea Hansen             | Danmark      | 20. april 1999 (26 år)     | Højre fløj   |
| 8   | Karine Dahlum          | Norge        | 16. december 1999 (25 år)  | Højre back   |
| 9   | Filippa Nyman          | Sverige      | 2. maj 2003 (22 år)        | Stregspiller |
| 10  | Sofia Stenholt         | Danmark      | 18. december 2002 (22 år)  | Playmaker    |
| 11  | Pernille Johannsen     | Danmark      | 26. september 1996 (28 år) | Højre fløj   |
| 12  | Sarah Ernebjerg Jensen | Danmark      | 25. januar 1996 (29 år)    | Målvogter    |
| 14  | Louise Ellebæk         | Danmark      | 10. marts 1998 (27 år)     | Venstre back |
| 16  | Julie Stokkendal       | Danmark      | 6. juni 2001 (24 år)       | Målvogter    |
| 17  | June Bøttger           | Norge        | 2. juni 1994 (31 år)       | Venstre fløj |
| 22  | Olivia Simonsen        | Danmark      | 14. august 2000 (24 år)    | Stregspiller |
| 28  | Sarah Paulsen          | Danmark      | 27. august 1997 (27 år)    | Playmaker    |
| 31  | Ida-Marie Dahl         | Danmark      | 19. marts 1998 (27 år)     | Stregspiller |
| 32  | Emilie Clemmensen      | Danmark      | 25. august 2005 (19 år)    | Venstre back |
| 33  | Emma Laursen           | Danmark      | 18. marts 2000 (25 år)     | Højre fløj   |
| 93  | Line Uno               | Danmark      | 19. oktober 1993 (31 år)   | Playmaker    |

### Trænerstab
| Position        | Navn                  |
| --------------- | --------------------- |
| Cheftræner      | Peter Nielsen         |
| Assistenttræner | Tobias Møller         |
| Holdleder       | Susanne Kallesøe Lyck |
| Holdleder       | Erik Jørgensen        |
| Holdleder       | Lilian Jensen         |
| Fysioterapeut   | Mikkel Tornehave      |
| Fysioterapeut   | Frankie Hansen        |
| Fysioterapeut   | Lea Johannsen         |
| Fysisk træner   | Simon Kristensen      |

## Transfers
| Danmark | Tobias Møller (Ass. træner)                            |
| Danmark | Emilie Clemmensen - Hentet i HH Elite                  |
| Danmark | Emma Laursen - Hentet i Ringkøbing Håndbold            |
| Danmark | Julie Stokkendal - Hentet i Oppsal IF                  |
| Danmark | Sarah Ernebjerg Jensen - Hentet i Skanderborg Håndbold |
| Danmark | Sofia Stenholt - Hentet i Ystads IF                    |

| Danmark | Mikael Jensen (Ass. træner)                                     |
| Sverige | Melissa Petrén - Skifter til IF Hallby                          |
| Danmark | Nicoline Olsen - Karrierestop                                   |
| Danmark | Sara Ibranovic - Skifter til Roskilde Håndbold                  |
| Danmark | Stine Broløs - Skifter til Viborg HK                            |
| Danmark | Josefine Dragenberg - Skifter til Toulon Métropole Var Handball |
| Sverige | Nora Persson - Skifter til HH Elite                             |
| Danmark | Ida Lagerbon                                                    |

## Henvisning
Dameholdets officielle hjemmeside hos soenderjyske.dk